# فانيسا بيل أرمسترونغ
فانيسا بيل أرمسترونغ (بالإنجليزية: Vanessa Bell Armstrong)‏ هي مغنية أمريكية، ولدت في 2 أكتوبر 1953 في ديترويت في الولايات المتحدة.

## وصلات خارجية
- فانيسا بيل أرمسترونغ على موقع ميوزك برينز (الإنجليزية)
- فانيسا بيل أرمسترونغ على موقع قاعدة بيانات برودواي على الإنترنت (الإنجليزية)
- فانيسا بيل أرمسترونغ على موقع أول ميوزيك (الإنجليزية)
- فانيسا بيل أرمسترونغ على موقع ديسكوغز (الإنجليزية)